# Zecchino d'Oro 1997
Il quarantesimo Zecchino d'Oro si è svolto a Bologna dal 13 al 16 novembre 1997.
È stato presentato da Cino Tortorella con Anna Falchi, Mauro Serio, ai quali si aggiunge Giancarlo Magalli per la serata finale in prime time. In questa edizione è presente nel ruolo di valletta Chiara Tortorella.
Solo 6 canzoni su 14 partecipano alla giornata finale, a differenza delle precedenti quattro edizioni. Le canzoni vincitrici dello zecchino d'argento entrano automaticamente in finale. Essendosi verificato un ex aequo per l'assegnazione dello zecchino d'argento alle canzoni italiane, a differenza di quanto era avvenuto in casi analoghi nelle edizioni precedenti si è proceduto ad uno spareggio. Il premio viene infine assegnato al brano Un bambino terribile, che batte allo spareggio Caro Gesù ti scrivo.
Per la prima e unica volta allo Zecchino un'autrice canta la propria canzone: è la giapponese Yumiko Ashikawa, 8 anni, di Tokyo, che interpreta il brano da lei scritto "La pioggia".
Il Fiore della solidarietà del 1997 è dedicato alle popolazioni colpite dal terremoto di Umbria e Marche.
In occasione del quarantesimo anniversario, domenica 9 novembre in prima serata su Rai1 viene realizzato lo speciale dal titolo Quaranta Zecchini d'Oro, condotto da Giancarlo Magalli, con la partecipazione di Anna Falchi e Cino Tortorella.
Gli ospiti sono stati il Professor Bubbles, Gianfranco D'Angelo, Ciro Esposito e Violante Placido e nella serata finale in veste di padrini degli interpreti delle canzoni finaliste, Antonio Rossi, Carla Fracci, Mauro Serio, Annarita Sidoti e Gina Lollobrigida.

## Brani in gara
- Caro Gesù ti scrivo (Testo: Maurizio Piccoli/Musica: Maurizio Piccoli) - Sarah Salvetti (8 anni)
- C'è una canzone che vola (Quand une chanson s'envole) ( Francia) (Testo: Jean Rolland/Testo italiano: Giorgio Calabrese/Musica: Claudie White, Daniel White) - Stéphanie Eleuterio (7 anni)
- Gira gira con la lira (Testo: Tony Martucci, Giuliano Taddei, Franco Graniero/Musica: Franco Graniero) - Antima Magliano (7 anni e mezzo) e Ilenia Manfra (8 anni e mezzo)
- Gira gira il mappamondo (Testo: Alessandra Valeri Manera/Musica: Franco Fasano) - Maria Teresa Calvi (5 anni) e Niccolò Falciani (8 anni)
- Il gran concorso degli animali (El gran concurso de los animales) ( Messico) (Testo: Aldemaro Romero/Testo italiano: Luigi Albertelli/Musica: Aldemaro Romero) - Sky Brillant Gutiérrez Díaz (9 anni) e Riccardo Ramini (11 anni)
- Il Katalicammello (Testo: Franco Fasano, Gianfranco Grottoli, Andrea Vaschetti/Musica: Franco Fasano, Gianfranco Grottoli, Andrea Vaschetti) - Ylenia Recchia (7 anni)
- L'amicizia è... (Вася / Vasja) ( Russia) (Testo: Aleksej Andrijanov/Testo italiano: Vittorio Sessa Vitali/Musica: Aleksej Andrijanov) - Nataša Čižova (Наташа Чижова) (6 anni)
- La pioggia (あめ?, Ame) ( Giappone) (Testo: Yumiko Ashikawa/Testo italiano: Sergio Menegale/Musica: Yumiko Ashikawa, Minoru Kainuma) - Yumiko Ashikawa (芦川祐美子) (8 anni)
- Panna e cioccolato (Friends all over the world) ( Sudafrica) (Testo: John Rothman/Testo italiano: Salvatore De Pasquale/Musica: John Rothman) - Mmarona Jacqueline Koshane (6 anni) e Skye Pienaar (5 anni e mezzo)
- Sono un duro però (Testo: Antonio Gumina/Musica: Antonio Gumina) - Giovanni Donato (6 anni)
- Sottosopra (Up, over, through and under) ( Stati Uniti) (Testo: Tina Harris, Daniel O'Brien/Testo italiano: Alberto Testa, Fabio Testa/Musica: Tina Harris, Daniel O'Brien) - Emily Meade (8 anni e ½)
- Un bambino terribile (Testo: Emilio Di Stefano, Franco Fasano/Musica: Emilio Di Stefano, Franco Fasano) - Mattia Pisanu (9 anni)
- Un mondo nuovo (Testo: Maria Cristina Misciano/Musica: Renato Pareti) - Giovanni Oliva (9 anni e mezzo)
- Vento colorino (Mutter, Vater, Kind, Wau Wau) ( Germania) (Testo: Timothy Touchton/Testo italiano: Sandro Tuminelli/Musica: Timothy Touchton) - Matthias Hamaï (8 anni)